# كأس الجزائر 1971–72
كأس الجزائر 1971–72 هو موسم من كأس الجزائر. أشرف على تنظيمه الإتحاد الجزائري لكرة القدم، وكان عدد الأندية المشاركة فيه 64، وفاز فيه حمراء عنابة.